# Diplothorax punctator
Diplothorax punctator là một loài bọ cánh cứng trong họ Cerambycidae.